# Cacería salvaje

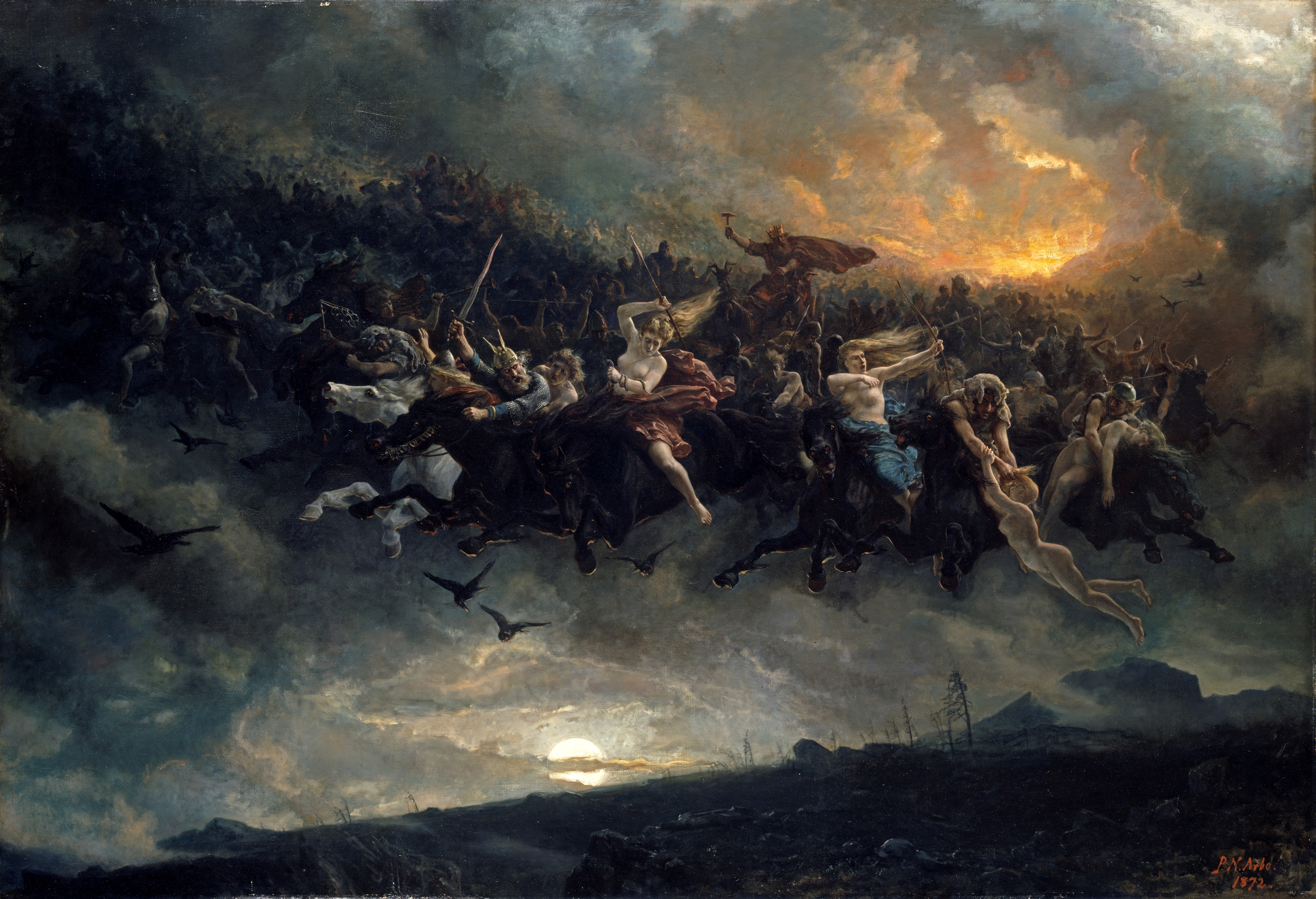
La cacería salvaje: Åsgårdsreien (1872), de Peter Nicolai Arbo.

Se denomina cacería salvaje a un mito del folclore europeo presente en distintas formas en la zona norte, occidental y central del continente. La premisa fundamental de todos los casos era siempre la misma: un grupo fantasmal o sobrenatural de exploradores ataviados con indumentaria de caza y acompañados de caballos, perros rastreadores, etcétera, comandado por una figura mitológica, en una desenfrenada persecución a través de los cielos, a lo largo de la tierra o por encima de ella. Frecuentemente, era una forma de explicar las tormentas.
Los cazadores eran comúnmente muertos o perros fantasmales, almas perdidas, deidades o espíritus de ambos sexos, valquirias o elfos, a menudo liderados por una figura asociada con Odín en las leyendas germánicas, como el *Wōđinaz de los germanos del oeste (u otras derivaciones de este dios como el alamán Wuodan o el Wuotis Heer del centro de Suiza) o el céltico Arawn, o por una figura histórica o legendaria como Teodorico el Grande, Carlomagno, el rey Arturo, el rey danés Valdemar Atterdag, el psicopompo galés Gwyn ap Nudd, o figuras bíblicas como Herodes, Caín, Gabriel o el Diablo.
Ha tenido diversos nombres a lo largo de todos los lugares y tiempos por donde ha pasado: Wilde Gjoad (Austria), Wild Hunt, Woden's Hunt o  Wilde Jagd (Alemania), Herlathing, Herlaking o Wild Hunt (Inglaterra), Mesnée d'Hellequin, Mesnie Hellequin, Mesnie Herlequin, Chasse fantastique, Chasse gallery o Chasse-galerie (norte de Francia), Cŵn Annwn (Gales); Cain's Hunt, Ghost Riders, Herod's Hunt, Gabriel's Hounds, Wild Hunt, La chasse-galerie (Norteamérica), divoký hon o štvaní (Chequia), Dziki Gon o Dziki Łów (Polonia), Oskoreia o Åsgårdsreia (Noruega), Odens jakt y Vilda jakten (Suecia), divja jaga (Eslovenia), Caccia Morta o Caccia selvaggia (Italia), Estantigua o Estantiga (de Hoste Antica > Huestantigua) (Castilla), La Güeste (Cantabria ) Hostia, Compaña o Santa Compaña (Galicia), güestia (Asturias), el Conde Arnau (Cataluña), Ehiztari beltza (País Vasco), mientras que en Cornualles se le llama también the devil's dandy dogs.
Ser testigo de una cacería salvaje era visto como un presagio de alguna catástrofe venidera, como una plaga o una guerra, o, en el mejor de los casos, de la muerte de aquel que presenciara tal evento. Las personas que estuvieran en el camino y se toparan con la cacería podían elegir entre dos opciones: arrojarse al suelo y sentir cómo las gélidas patas de los animales le pisaban la espalda, o dejarse llevar por la partida de caza, corriendo el riesgo de ser depositado lejos de su casa o morir durante la furiosa embestida de los personajes malvados y pasar a ser otro integrante más de la misma. También se creía que quienes se cruzaran con la cacería podían ser arrastrados al inframundo o al reino de las hadas. Una niña que vio a un antiguo líder anglosajón fue advertida por su padre de taparse los ojos para evadir la visión. Otros creían que los espíritus de las personas podían ser sacados de sus cuerpos durante el sueño para participar en la cabalgata.

## Edad Media

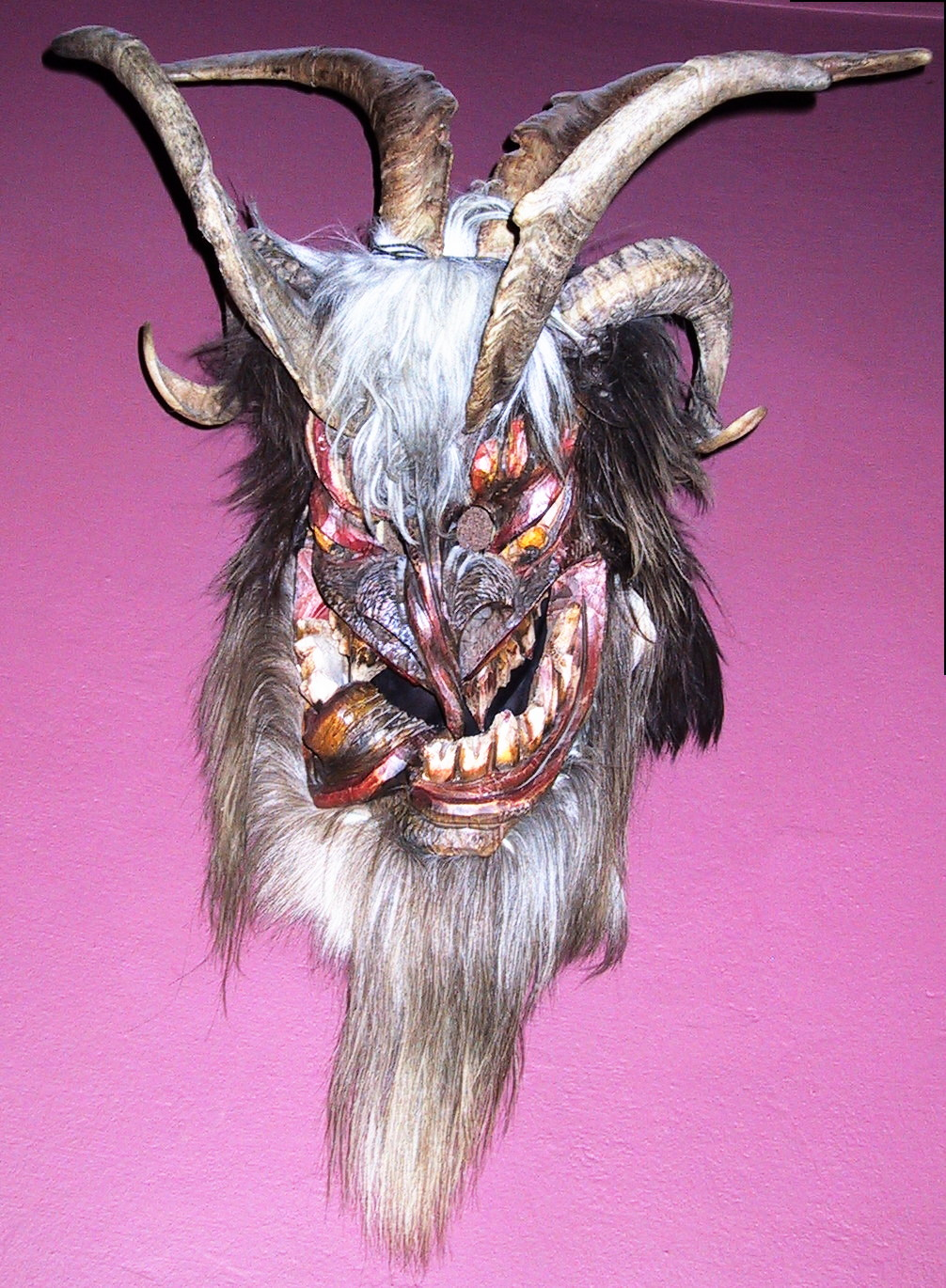
Una máscara representativa de un Perchten, un seguidor de Perchta, líder, algunas veces, de la cacería salvaje.

Las leyendas medievales que tienen como eje central la idea de la cacería salvaje provienen en su mayoría de Alemania. San Guthlac (683-714) y Hereward el Proscrito (muerto en 1070) son algunas de las figuras históricas relacionadas por ese entonces con la leyenda. En la historia de Orderico Vital, el autor menciona una cabalgata vista en enero de 1091, a la que llama "tropa del Arlequín". También hay testimonios de Inglaterra; en un pasaje de la Crónica de Peterborough del siglo XII, el cronista atestigua la aparición de la cacería en el momento en que se designaba a un funesto monje como abad para su monasterio. Alrededor del año 1132, el cronista escribe: 
Þa huntes waeron swarte and micele and lardlice, and here hondes ealle swarte and bradegede and lardlice, and hi ridone on swarte hors and on swarte bucces...
("Entonces los cazadores eran negros y grandes y aterradores, y sus perros eran todos negros y de mirada amplia y terroríficos, e iban en caballos negros y en ciervos negros...").
Esta particular cacería concluye con la intervención de todos los monjes del monasterio y de la nobleza local.
Los líderes eran conocidos por muchos nombres, tales como Wōden (*Wōđinaz anglosajón), Krampus (o los Knecht Ruprecht, compañeros de San Nicolás), Perchta, Holda o Satanás. Otro aspecto que el líder de la cacería podía tomar era aquel de un esqueleto azul o de un esqueleto irradiando una escalofriante luz azul.
Mientras que este tipo de cacerías eran registradas por monjes e interpretadas como manifestaciones propiamente demoníacas, en los romances medievales tardíos ingleses como Sir Orfeo los cazadores provenían de un mundo de hadas y su cacería salvaje contenía más elementos de la mitología anglosajona. Sus líderes eran, casi siempre, el rey Arturo, el rey Herla, Gwydion, Gwynn ap Nudd, Nuada, Wōden y Herne el cazador. Igualmente, muchas historias se cuentan en tales obras sobre los orígenes de las cacerías. Una de ellas es la de Dando y sus perros: Dando, deseando beber algo pero hastiado de lo que sus cazadores llevaban, dijo que sería capaz de ir al infierno por alguna bebida. Un extraño llegó y le ofreció la bebida, solo para robarle el equipo de caza y sus animales; luego, Dando y sus perros emprendieron la persecución del ladrón. Se decía que tal escena podía verse siempre en el mismo lugar. Otro relato cuenta cómo el rey Herla, en una visita al rey Oberón, fue advertido de no apearse de su caballo hasta que el perro que llevaba consigo bajara primero; luego encontró que tres siglos habían pasado durante su visita y que él y sus cazadores aún seguían en sus caballos, esperando a que el perro saltara; los hombres que desmontaron se consumieron en el polvo.
Por otra parte, existe un mito concurrente, pero que puede tener la misma fuente, el bretón del Carro de los muertos o Ankou.

## Leyenda posmedieval

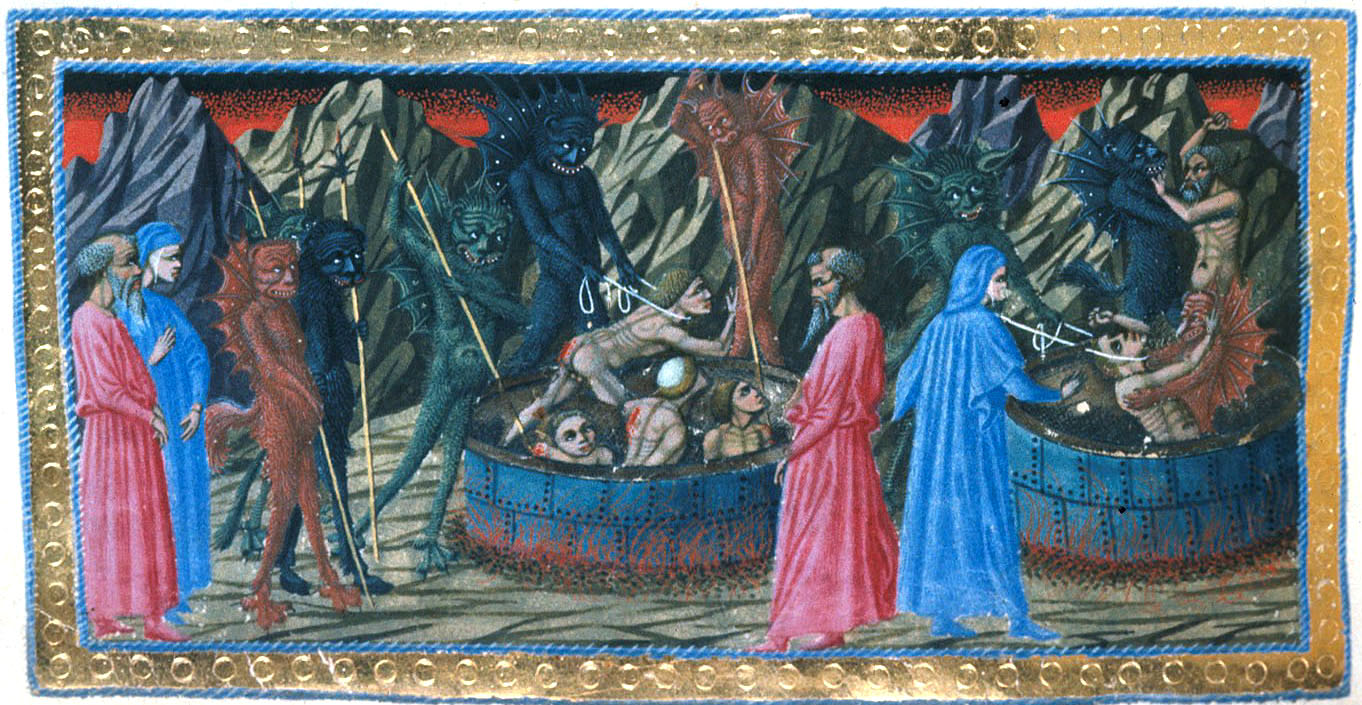
Hellequin y otros demonios extrayendo almas de la charca para Dante y Virgilio (Giovanni di Paolo,).

La cacería salvaje es conocida también por medio del folclore posmedieval de Alemania, Irlanda, Gran Bretaña, Dinamarca, Suecia, y en menor medida de Noruega. Uno de los orígenes postulados para el moderno arlequín es Hellequin, un personaje de las obras de teatro románticas francesas basado en creencias populares. Hellequin, un emisario del demonio pintado de negro, solía vagar por los campos con un grupo de demonios empujando a las almas vagabundas de malas personas hacia el infierno. La apariencia física de Hellequin ofrece una explicación a los colores tradicionales de la máscara del arlequín (rojo y negro).
El mito de la cacería salvaje fue modificado con el paso de las épocas para acomodar e introducir otros dioses y héroes populares, entre ellos el rey Arturo y, más recientemente, en mitos propios del centro de Inglaterra, sir Francis Drake.
En algunas partes de Gran Bretaña, la cacería se relacionaba con perros cazadores infernales que perseguían a los pecadores o a los no bautizados. En Devon, eran conocidos como Yeth Hounds, y en Somerset como Gabriel Ratchets.
Estos pueden ser comparados con otras tropas fantasmales, como la Santa Compaña en Galicia, una procesión de muertos que toma a todos aquellos que se encuentren en su camino; y la chasse-galerie, o canoa embrujada, de Quebec.

## Orígenes
Tal y como Kris Kershaw ha tratado extensamente, el ritual de encarnación en la cacería salvaje fue un fenómeno cultural documentado entre algunos pueblos galos y germánicos. En sus manifestaciones germánicas, los Harii se pintaban de negro para atacar a sus enemigos en la noche. Los Heruli, guerreros nómadas, se ofrecían a sí mismos a Wōden.
El dios nórdico Odín en sus muchas formas, a horcajadas sobre su caballo de ocho patas Sleipnir, viene a ser profundamente asociado con la cacería salvaje en Escandinavia gracias a sus aspectos de berserker. Odín adquirió otra característica (además de sus muchos otros nombres y atributos) en este contexto: aquel de cazador salvaje, junto con Frigg. Tanto es así, que en lugar de cacería salvaje, los escandinavos utilizaban la expresión "cacería de Odín" para referirse a este mito.

### En Suecia

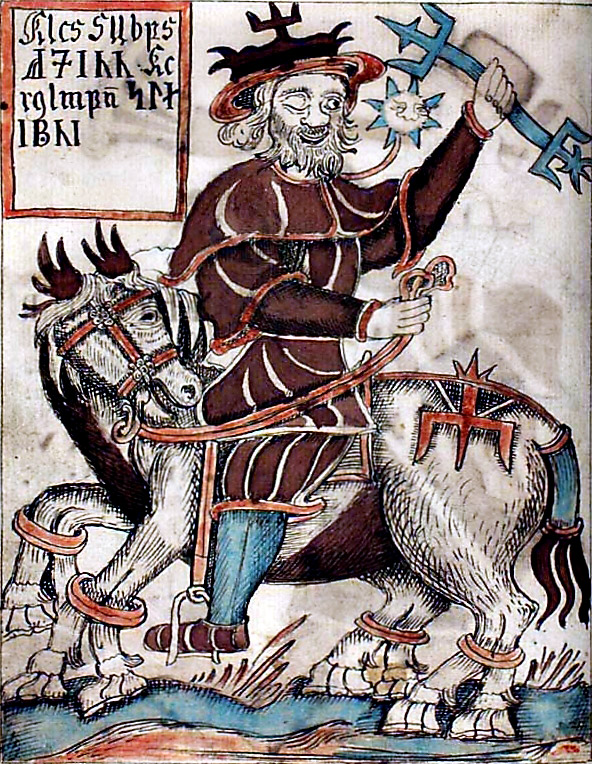
Odín, uno de los principales protagonistas de la cacería salvaje en sus variaciones escandinavas. Odín en su caballo Sleipnir, ilustración de un mansucrito islandés del.

En Suecia, la cacería de Odín era oída pero rara vez vista, y un rasgo típico era que uno de los perros de Odín ladraba muy fuerte mientras que otro, simultáneamente, lo hacía muy bajo. Al lado de uno que otro trueno, estos ladridos eran los únicos sonidos claramente identificables. Cuando se escuchaba la cacería de Odín era un signo de cambio de clima próximo en algunas regiones, aunque también podía significar guerra o desgracias venideras. De acuerdo con varios informes, el bosque entero se silenciaba y solo los ladridos, los truenos y algunos gemidos eran escuchados.
Es claro que la creencia en la cacería de Odín estaba especialmente extendida en la región sueca de Götaland, donde numerosos topónimos testifican el temprano culto a Odín. También es notable que el Odín popular mantenía varios rasgos de orígenes muy nórdicos y no tanto germánicos. Lo que es más, parece que las creencias en Odín mantuvieron una fuerte posición entre la religión de esta región desde tiempos paganos hasta épocas modernas.
Cabe notar, sin embargo, que las leyendas recientes no conectan directamente el nombre de Odín con una divinidad. A lo largo de los siglos, Odín pasó a ser un personaje legendario que a veces se presentaba como un demonio peligroso, sin ninguna conexión clara con el Odín nórdico clásico. En el oeste de Suecia y algunas veces en el este, se decía que Odín era un noble o incluso un rey que acostumbraba cazar los domingos y que, luego de su muerte, había sido condenado a cazar seres sobrenaturales hasta el fin de los tiempos.
De acuerdo con ciertas historias, Odín no conducía por sí mismo, sino que viajaba en un vehículo de ruedas manejado por Thor.
Hay varios ejemplos de mitos de orígenes en los que aparece Odín. En Öland, hay una historia que dice que una vez Odín iba a través del Alvar de Högrum y amarró su caballo a un peñasco que había cerca. El peñasco se destruyó cuando el caballo tiró de su cadena y cayó sobre la tierra; de este modo fue creado el profundo pantano de Gladvattnet.
En algunos lugares de Småland, parece que la gente creía que Odín cazaba con grandes aves cuando sus perros se cansaban. Cuando era necesario, él podía transformar un pequeño grupo de estos pájaros en una hueste armada. 
Si las casas estaban construidas sobre antiguos y poco transitados caminos, podían ser quemadas si Odín pasaba por allí. Ni siquiera los hornos de carbón vegetal podían ser construidos sobre este tipo de sendas, ya que si Odín estaba cazando estos estallarían.

## Líderes de la cacería

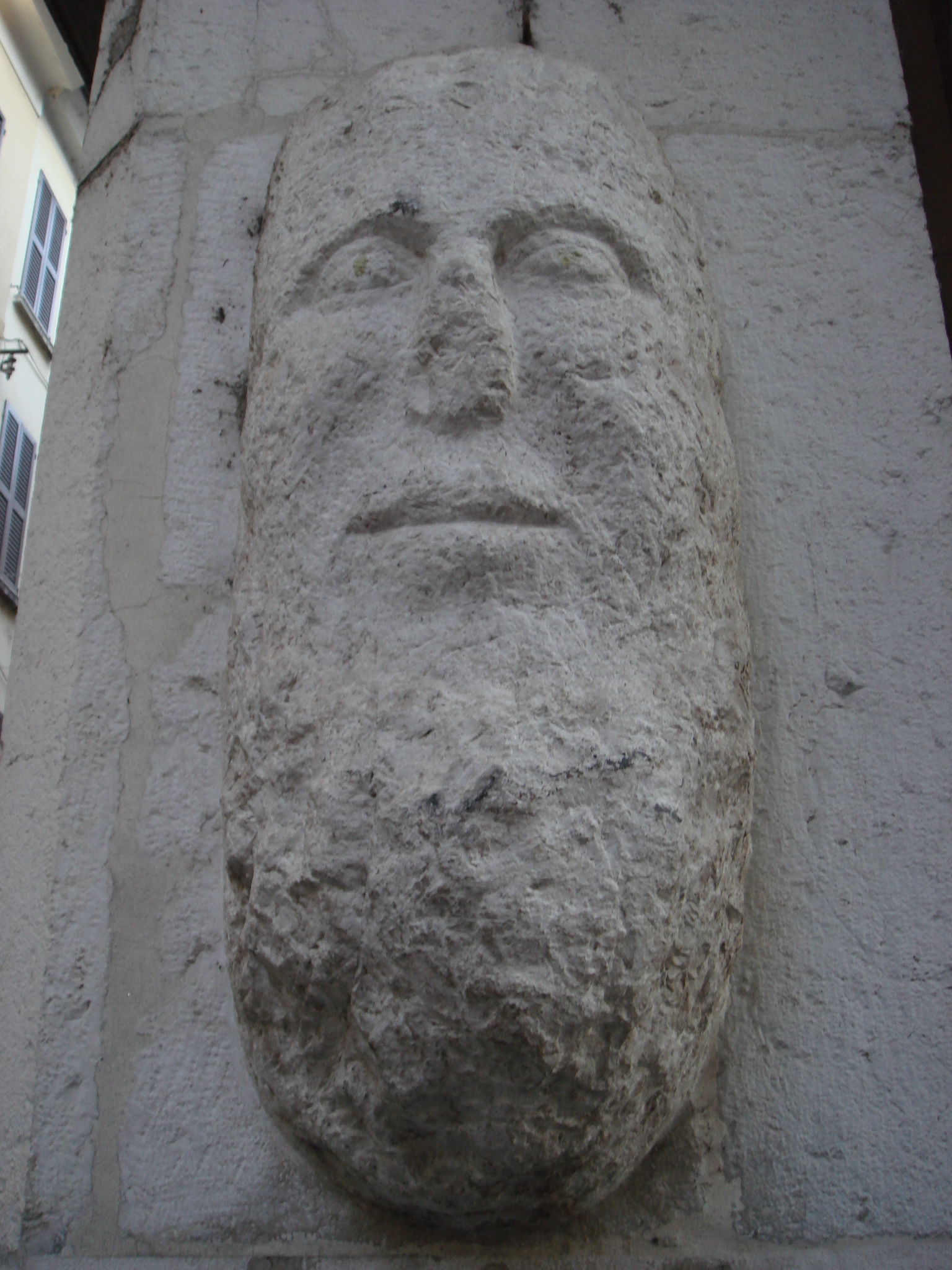
Teodorico el Grande, uno de los líderes de la cacería.

- Alemania: Wuodan (*Wōđinaz, alamán); Dietrich von Bern (Teodorico el Grande); Holda; Perchta.
- Cataluña: Conde Arnau (el comte Arnau), un legendario noble de Ripollés quien por su maliciosa crueldad fue condenado a conducir los perros cazadores por toda la eternidad mientras que su carne es devorada por las llamas. Es el personaje de una balada popular catalana.[23]
- Dinamarca: Rey Valdemar Atterdag.
- Escandinavia: Odín; Valdemar Atterdag.
- Gales: Arawn o Gwyn ap Nudd, el dios galés del Inframundo.[24]
- Inglaterra: Edric el Salvaje, un rebelde sajón;[25] Hereward el Proscrito, un rey anglosajón del siglo XI que opuso resistencia a la conquista normanda y fue posteriormente exiliado; Rey Arturo;[26] Herne el cazador, un jinete fantasma; Herla, un rey de los britanos que pasó largo tiempo en un banquete de bodas mágico y regresó encontrando que habían transcurrido muchos siglos;[27] San Guthlac, un santo cristiano de Inglaterra; Wōden (*Wōđinaz, anglosajón);[28][29][30][31] Jan Tregeagle, un abogado del Ducado de Cornualles que escapó del infierno y es perseguido por los perros del demonio. Más recientemente, el pirata sir Francis Drake.
- Francia: Carlomagno y su paladín Roldán; Rey Arturo (Bretaña).
- Irlanda: Fionn Mac Cumhaill; las Fianna; Manannán mac Lir.
- Países Bajos: Wuodan; Bernhard von Galen, el obispo de Münster.

## En la cultura popular
- William Butler Yeats evocó la cacería salvaje en The Hosting of the Sidhe, el poema de apertura de su colección inspirada en el folclore fantástico de Irlanda The Celtic Twilight (1893-1903).[32]
- La cacería salvaje es el tema principal del Estudio trascendental n.º 8 en do menor de Franz Liszt (1852).
- Peter Nicolai Arbo se inspiró en la cacería salvaje de Odín para realizar su más famosa pintura, titulada Åsgårdsreien (1872).
- En el oratorio Gurrelieder, de Arnold Schönberg, la cacería salvaje aparece en la tercera parte. El rey danés Valdemar está enamorado de Tove, quien es asesinada por la celosa reina. Valdemar maldice a Dios para luego encontrarse bajo la condena de cabalgar junto con su compañía muerta hasta el día del juicio.
- Fred Vargas utiliza esta leyenda para narrar un nuevo caso del comisario Adamsberg en su novela El ejército furioso (Ediciones Siruela, 2011).
- Andrzej Sapkowski incluye la "cacería salvaje" o "persecución salvaje" entre los elementos folclóricos del mundo que crea para su Saga del brujo. Asimismo, la cacería tiene un papel muy relevante en las adaptaciones de esta saga a los videojuegos, llegando a dar título al tercer juego de la franquicia The Witcher. La cacería salvaje aparece como el antagonista principal del juego The Witcher 3, presentando no solo la mitología propia de esta sino que al mismo tiempo le da un origen y una motivación, así como nombres y rostros a los principales miembros que la conforman, todo dentro de la historia del mismo juego.
- Cassandra Clare incluye la "cacería salvaje" en su libro Cazadores de sombras. En esta versión, la cacería solo se ve una vez al año, momento en el que cualquiera puede unirse a ella para toda la eternidad. Están gobernados por la reina de las hadas y son los encargados de recoger los cadáveres tras una batalla.
- Katarzyna Berenika Miszczuk incluye la "cacería salvaje" en su novela Solsticio.[33]

### En series de televisión
- En la serie de televisión Teen Wolf el problema principal de la sexta temporada es la cacería salvaje, llevándose y a la vez, "borrando" a Stiles Stilinski (uno de los personajes principales) misteriosamente, mientras que sus amigos Scott Mcall, Lydia Martin y el resto de estos intentan recordar y solucionar estas extrañas desapariciones. Stiles es borrado y es transportado a una "estación de metro" donde se encuentra con más personas que se han topado con la cacería; él intenta escapar de allí mientas sus amigos lo intentan recordar y salvar para acabar con la cacería salvaje.

### En los videojuegos
- El Dios Hircine del universo de The Elder Scrolls puede ordenarle a sus seguidores realizar una "caza salvaje" para cazar a una presa o persona particular.
- La Cacería Salvaje en el juego “The Witcher 3”
- La "Wild Hunt" ocasionada por Erlking en el juego "Limbus Company"